# Рогачёво (Дмитровский городской округ)
Рогачёво — старинное село в Дмитровском муниципальном округе Московской области. Бывший центр Рогачёвской волости Дмитровского уезда. Население — 3379 чел. (2010).
Село с 1935 по 1957 год было центром Коммунистического района. До 2018 года являлось административным центром Большерогачёвского сельского поселения Дмитровского района. 

## Расположение
Село находится на пересечении автотрассы А-108 и Рогачёвского шоссе. Рогачёво представляет собой центр агломерации, к которому примыкают несколько населённых пунктов. Так деревня Малое Рогачёво находится на юге, посёлок Василёво — на востоке, деревня Трёхденево — на западе.
Расположено на речке Лбовка, притока Яхромы. На северо-востоке по Яхромской пойме начинается Верхневолжская низменность.

## Происхождение названия
В средние века рогатка или рогатина — типичное оружие для обороны от неприятеля. Рогачёвцы, жившие на окраине московских земель, были вынуждены частенько к нему прибегать, чтобы обороняться от нападений со стороны Тверского княжества.
Вторая версия заключается в том, что название пошло от распространённого в этих местах гребенного производства, гребни же делали из рогов. Однако краеведческие изыскания не подтверждают значительного распространения этого ремесла.
Третья версия базируется на том, что еще на картах XIX века обозначено, что село стоит на пересечении двух рек большой Рогачёвки или просто Рогачёвки и малой Рогачёвки. Сейчас название этих рек, соответственно, Лбовка и Степановка. А Лбовкой назывался приток Рогачёвки. Согласно словарю Владимир Ивановича Даля, рогачёвкой в старину называли веревку, которая использовалась для крепления основного узла сохи — сошного рогача.

## История села

### Граница Дмитровского княжества
Рогачёво — село богатой истории. Находясь на пересечении торговых путей, село занимало выгодное положение. Первое упоминание относится к 1428 году, когда дмитровский удельный князь Пётр Дмитриевич подарил село Николо-Пешношскому монастырю, владением которого оно оставалось до секуляризации церковных земель 1764 года.
Село Рогачёво между г. Дмитровом и г. Клином развилось во времена междоусобиц тверских и дмитровских князей в XIII—XIV веках, а затем тверских и московских князей, когда Дмитровское княжество становится уделом Великого княжества Московского. 
В Рогачёво специально селили с "бойким характером", т. к. стычки и вооружённые столкновения с Тверским княжеством были часты. Из этих мест набиралась личная охрана царствующих особ.

### Монастырское торговое село
В начале XVI века через Рогачёво проходили речные торговые пути, связывающие Москву и Русский север, а также юг до Каспийского моря (по Волге). Село было последним рубежом, куда по реке Яхроме могли подняться тяжёлые грузовые корабли с Волги и в нём находился перевалочный пункт, где товары перегружали на более лёгкие суда, которые везли по реке в Дмитров и далее в Москву.
Торговлю осуществлял Николо-Пешношский монастырь, располагающийся на реке Яхроме. Также торговлю вёл монастырь Медведева Пустынь, располагающийся после слияния рек Сестры и Яхромы. С севера шли соль, рыба, пушнина, с юга, в основном, шёл хлеб (зерно).
Поселения, принадлежащие монастырю, по Дмитровскому уезду (на 1764 год) входили в Рогачёвский церковный округ: село Рогачёво, сельцо Малое Рогачёво, сельцо Василево, сельцо Поповское,  деревни: Алёшино, Микляево, Подвязново-Мякотино, Копылово, Игнатово, Александрово, Поздняково, Олисово, Лутьково, Мурдасово, Кочаргино, Безбородово, Софрыгино, Жирково, Чешково, Богданово, Абрамцево, Нестерево, Нечаево и Трехденево (не считая объединившихся деревень).
В данный период село, как торговый центр,  достигло своего наибольшего расцвета и влияния. Село, за счёт торговли было одним из богатейших в Дмитровском княжестве, затем в Московском царстве.  
О влиянии торговли в селе говорят следующие цифры: в XV веке в селе было 20 монастырских лавок. В начале XVII века с села собирались таможенные пошлины, что говорит о крупном размахе торговли.
До XVII века в Рогачёве существовала деревянная церковь во имя святого Иоанна Предтечи. В конце XVII века на старом церковном месте выстроили пятиглавую холодную церковь во имя святителя Николая с трапезной и Иоаннопредтеченским приделом.
Однако к концу XVII века былое значение села падает, так как сформировался прямой сухопутный торговый путь от Москвы через Ярославль, Вологду в Архангельск, куда прибывали товары морским путём из Европы.
С потерей значения речного торгового пути в начале XVII века Рогачёво сохранило роль местного торгового центра. Рогачёво находилось также на перекрёстке двух крупных дорог средневековья: из Клина в Дмитров, и тракт из Москвы в тверскую Корчеву — крупный порт на Волге.
В 1744 году произошёл бунт крестьян села и окрестных деревень против представителей власти Николо-Пешношского монастыря. С отрядом, присланным для усмирения, расправились: солдат побили, капитана покололи.
Бунт был прекращён новым солдатским отрядом, отправленным по распоряжению сената. Виною волнений крестьяне назвали слух, что крестьяне приписанные к монастырю объявлены свободными.

### Купеческий центр

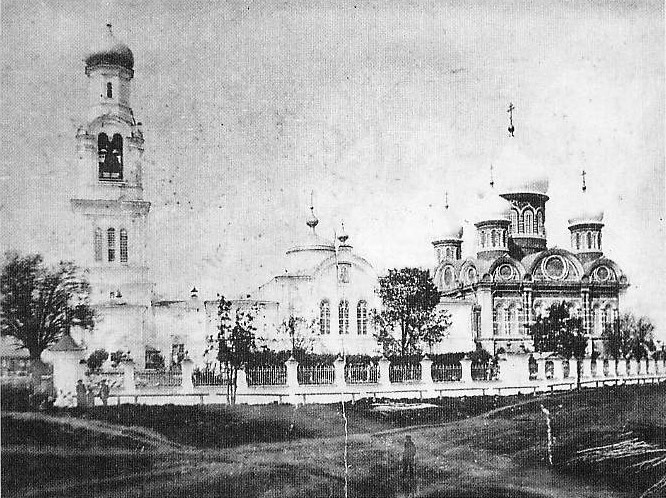
Никольский храм в Рогачёво. Вид с южной стороны. Фото конца XIX века

После екатерининского указа 1764 года о секуляризационной реформе церковных земель село Рогачёво, принадлежащее Николо-Пешношскому монастырю, переходит в управление Государственной коллегии экономии.
После секуляризации монастырская торговля из ближайших монастырей: Николо-Пешношского и Медведевой пустыни смещается в Рогачёво и село вновь становится торговым центром Московской губернии. На этот раз купеческим. 
В XVIII веке рогачёвские купцы торговали в Санкт-Петербурге и других крупных городах России. Крупными купеческими фамилиями были: Мошкины, Сарафановы, Блиновы, Квасковы, Мочаловы, Гордеевы.
На 1885 год в Рогачёво были 50 лавок, 6 трактиров, 4 питейных заведения и гостинный двор. Также работали 4 кожевенных и 1 клейный заводы.
Ежегодно устраивались Никольская ярмарка и после Пасхи в десятую пятницу. На ярмарки съезжались до 10 тысяч человек, годовой оборот ярмарок достигал более миллиона рублей.
Центр села конца XIX — начала XX века занимал общественный сад с бульваром, примыкающий к Никольскому собору. На торговой площади располагались кирпичные двухэтажные домики торговых лавок, гостинного двора с различными земскими организациями. В селе были: двухклассное училище, земская лечебница с амбулаторией, частная аптека, почтовая станция, бесплатная библиотека, общественная богадельня и иконописное заведение, находилось здание Рогачёвского волостного управления. Всё это характерно для центра типичного купеческого городка.
В 1849 г. трапезная церкви в Рогачёво была разобрана, и вместо неё в 1853 г. выстроена новая трапезная церковь каменная с двумя приделами: во имя святого Иоанна Предтечи и в честь Смоленской иконы Божией Матери.
В 1862—1886 в селе на деньги местных купцов Мошкиных и Гордеевых рядом построен величественный Никольский собор (также называемый церковью Николая Чудотворца), храм создавался в течение 23 лет. В 1877 завершена колокольня.

### Революция 1917 года. Восстание против продразвёрстки

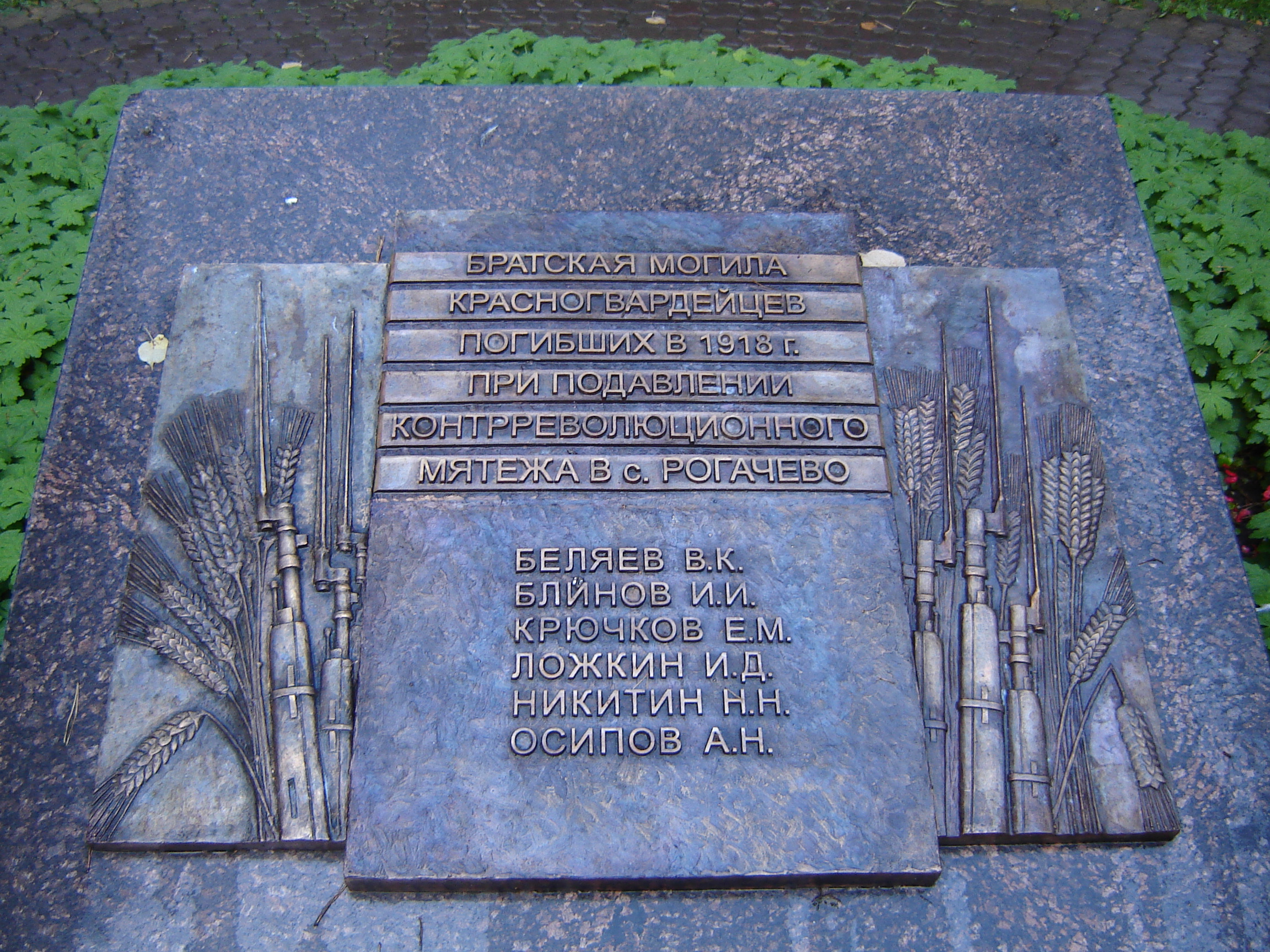
Братская могила красногвардейцев, погибших при подавлении крестьянского бунта в Рогачёво, в городе Дмитрове

В первые годы советской власти создание Рогачёвского сельсовета. В дальнейшем, после укрупнения, сельсовет получает название Большерогачёвского.
Село Рогачёво — одно из богатейших в Московской губернии, где уже не одно столетие тесно переплелись несколько крупных семей купцов и промышленников, где самый бедный крестьянин богаче большинства других крестьян Дмитровского уезда. 
Поэтому из Москвы пришло указание собрать с местной сельской буржуазии «чрезвычайный революционный налог».
В результате в 1918 году в Рогачёве произошло крестьянское восстание во время попытки сбора дополнительного налога силами тройки чекистов и отряда красноармейцев.
Исполком Рогачевской волости собрал деньги с каждого двора — и небогатого и зажиточного — и решил схитрить. Группа самых крупных рогачевских торговцев вместе с руководством местного исполкома отправили две баржи в Рыбинск, вместе с собранными деньгами, чтобы закупить там дефицитный в то время керосин, и с выгодой его продать в Рогачеве. Однако в Рыбинске чекисты у рогачевских купцов деньги изъяли, а самих отправили домой, предостерегая впредь не заниматься спекуляцией.
Вернувшиеся ни с чем торговцы решили поднять восстание, когда в Рогачево приедут красноармейцы, за предписанным налогом. Односельчанам купцы сказали, что собранный налог они передали советским органам, но те скоро пришлют отряд за дополнительными поборами. А также будут изымать церковные ценности у расположенного неподалёку Николо-Пешношского монастыря и Никольского собора в самом Рогачёве.
11 августа 1918 года был собран волостной сход, на котором разгорелся конфликт между жителями села и представителями большевистско-советской власти. Возмущенные решением Дмитровского комитета бедноты о дополнительном изъятии зерна и другого имущества, жители Рогачёва и его окрестностей напали на прибывший сюда продотряд. Командир отряда Николай Осипов и остальные пять красногвардейцев были избиты и затем расстреляны.
На следующий день в Рогачёво прибыл из Дмитрова отряд красногвардейцев, а затем отряд латышских стрелков из Москвы. В ходе зачистки несколько зачинщиков восстания были схвачены и расстреляны. Тела расстрелянных рогачёвцев были закопаны на Соборной площади у Никольского собора.
Тела шести красногвардейцев были торжественно похоронены тогда же, в августе 1918 года, в сквере на улице Загорская города Дмитрова.
В 1926 году село Рогачёво Большое входило в Рогачёвский сельсовет Рогачёвской волости Дмитровского уезда Московской губернии. В селе располагались: сельсовет, мельница, агропункт, хутор ККОВ, школа, больница.
В 1926 году впервые в Дмитровском уезде Рогачёвской сельскохозяйственной артелью был организован автомобильный маршрут Рогачёво — Москва. Для этого использовался иностранный автобус «Лейланд».

### Районный центр. Освоение Яхромской поймы
В 1935—1957 годах с. Рогачёво было центром Коммунистического района в составе Московской области РСФСР.
Во время Великой Отечественной войны, в ходе Битвы за Москву, Рогачёво подверглось немецко-фашистской оккупации с 27 ноября по 9 декабря 1941 года. Во время оккупации села Рогачёво Дмитровского района школьники Сережа Агеев, Юра и Коля Репнины прятали и лечили четверых раненых красноармейцев.
Другая группа юных патриотов — Астахов Алеша, Блохин Миша, Воинов Семён, Глоба Саша, Кожинов Саша, Негин Борис — подожгла фашистский склад с медикаментами. Все они были схвачены и расстреляны. После войны им был установлен памятник у сельского кладбища.
В 1958 году было принято решение о формировании крупные совхозы «Яхромский», «Дмитровский», «Рогачевский» для освоения Яхромской поймы. Позже был сформирован совхоз  «Бунятинский» (в 1985 году).
В октябре 1959 года был открыт совхоз «Рогачёвский».
В ходе освоения Яхромской поймы и формирования Рогачёвского совхоза идёт строительство посёлка Молодёжного. Который после 1969 года был объединён с Рогачёво, став микрорайоном по улице Мира. Рогачёво по инфраструктуре становится характерно посёлку.

#### Новейшая история
В 1994—2006 годах Рогачёво — центр Большерогачёвского сельского округа.
26 июля 2011 года Рогачёво становится центром Рогачёвского благочиния.

## Население
| 1939 | 2002  | 2006  | 2010  |
| ---- | ----- | ----- | ----- |
| 2011 | ↗3409 | ↗3631 | ↘3379 |

В 1926 году в Рогачёве Большом числились 683 мужчины и 759 женщин (1442 человека), проживающих в 215 крестьянских и 139 прочих дворах.

## Экономика
На территории села действует два сельскохозяйственных предприятия. ОАО «Агрофирма Рогачёво» (ранее совхоз «Рогачёвский») специализируется на разведении крупного рогатого скота, производит и реализует молоко и мясо; на сельскохозяйственных угодьях агрофирмы выращиваются зерновые и кормовые культуры. На южной окраине села располагается другое крупное сельскохозяйственное предприятие — ОАО «Агромышленный парк Рогачёво» — выпускающее семена, картофель для переработки, столовый картофель и другие овощи. ООО «Тарри» производит мётлы, кисти и щётки. Предприятие ЗАО «Монолитстрой», производственные помещения которого находятся у северо-восточной границы села, выпускает искусственный камень. В Рогачёве находится также филиал ФГУ «Спецмелиоводхоз», эксплуатирующий мелиоративные сооружения Яхромской поймы.

## Социальная сфера
В Рогачёве имеются средняя школа и детский сад, музыкальная школа, 2 библиотеки (взрослая и детская), дом культуры, молодёжный центр «Импульс». Объекты здравоохранения представлены Рогачёвской участковой больницей и подстанцией скорой помощи. Функционируют пожарная часть, почтовое отделение, отделение полиции. Насчитывается 26 торговых точек (21 — продовольственная). Действует спорткомплекс «Рогачёво» (занятия преимущественно футболом).

## Транспорт
Перевозками заведует областной автобусный перевозчик «Мострансавто»: маршрут №36 следует до города Дмитрова, маршрут №46 следует до города Клин, маршрут №50 следует до железнодорожной станции города Лобни. Также в Рогачёво действует частный перевозчик «ДмитровЛайн» и некоторые фирмы такси.

## Галерея

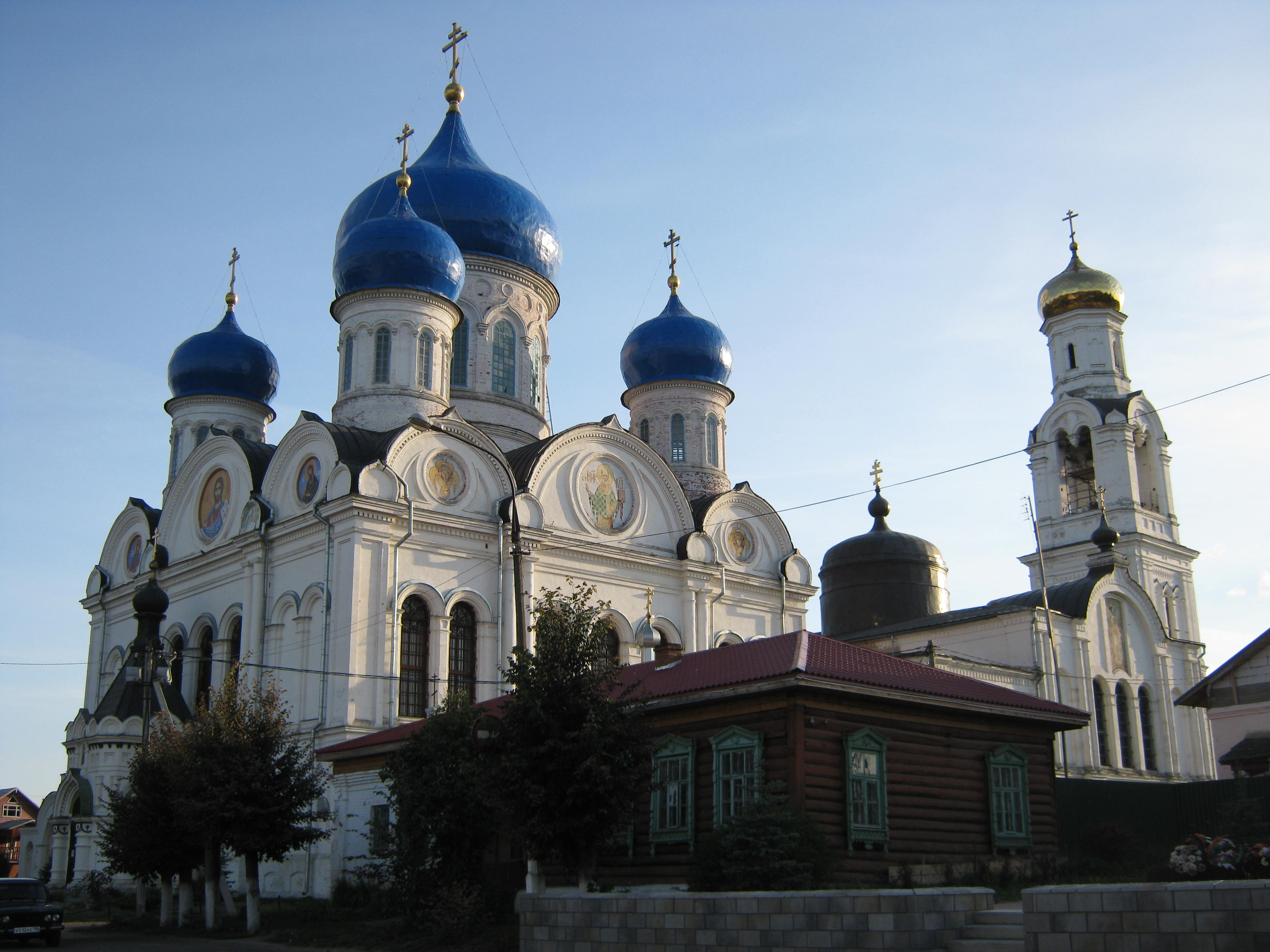
Никольский собор
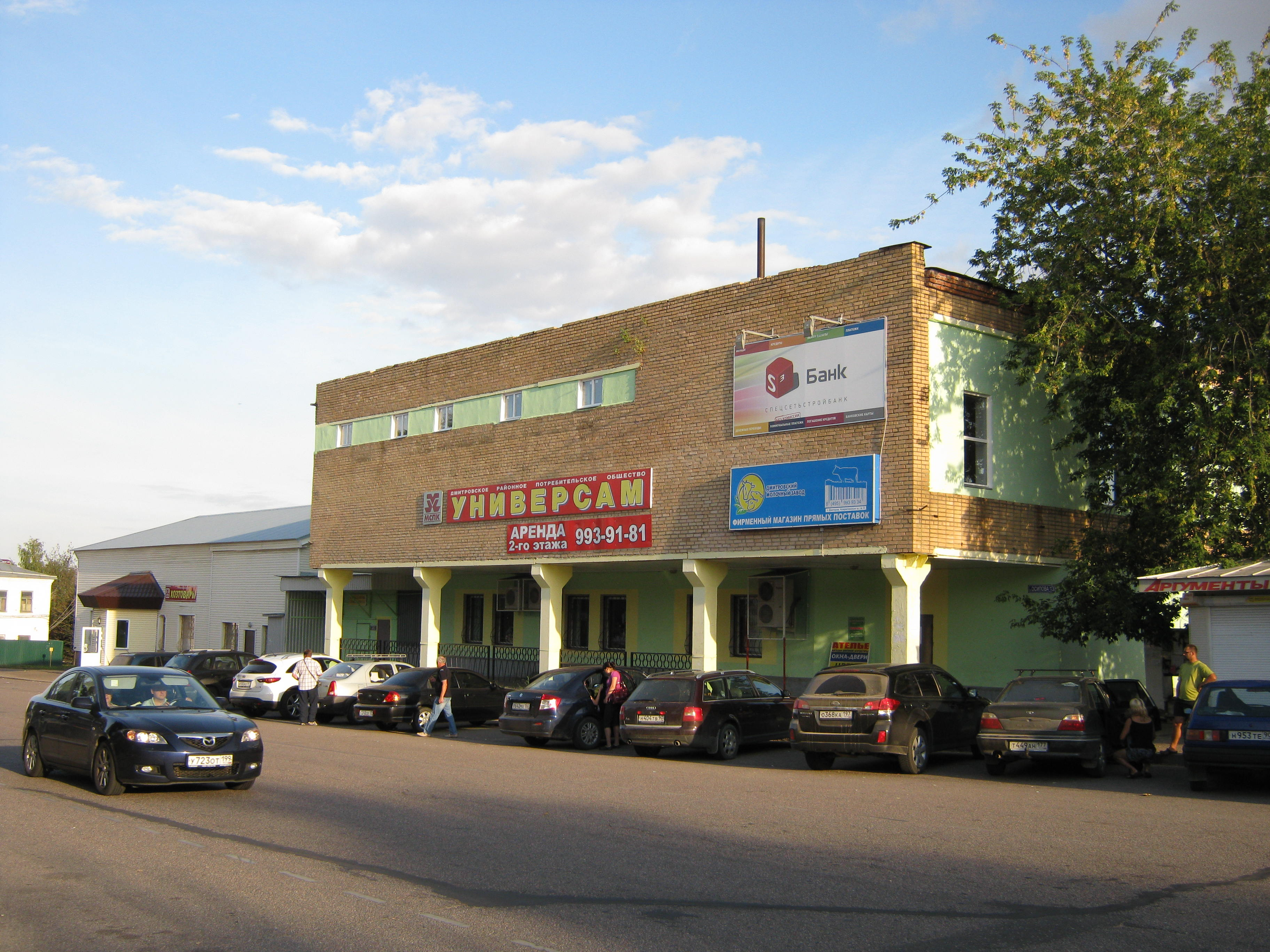
Универсам
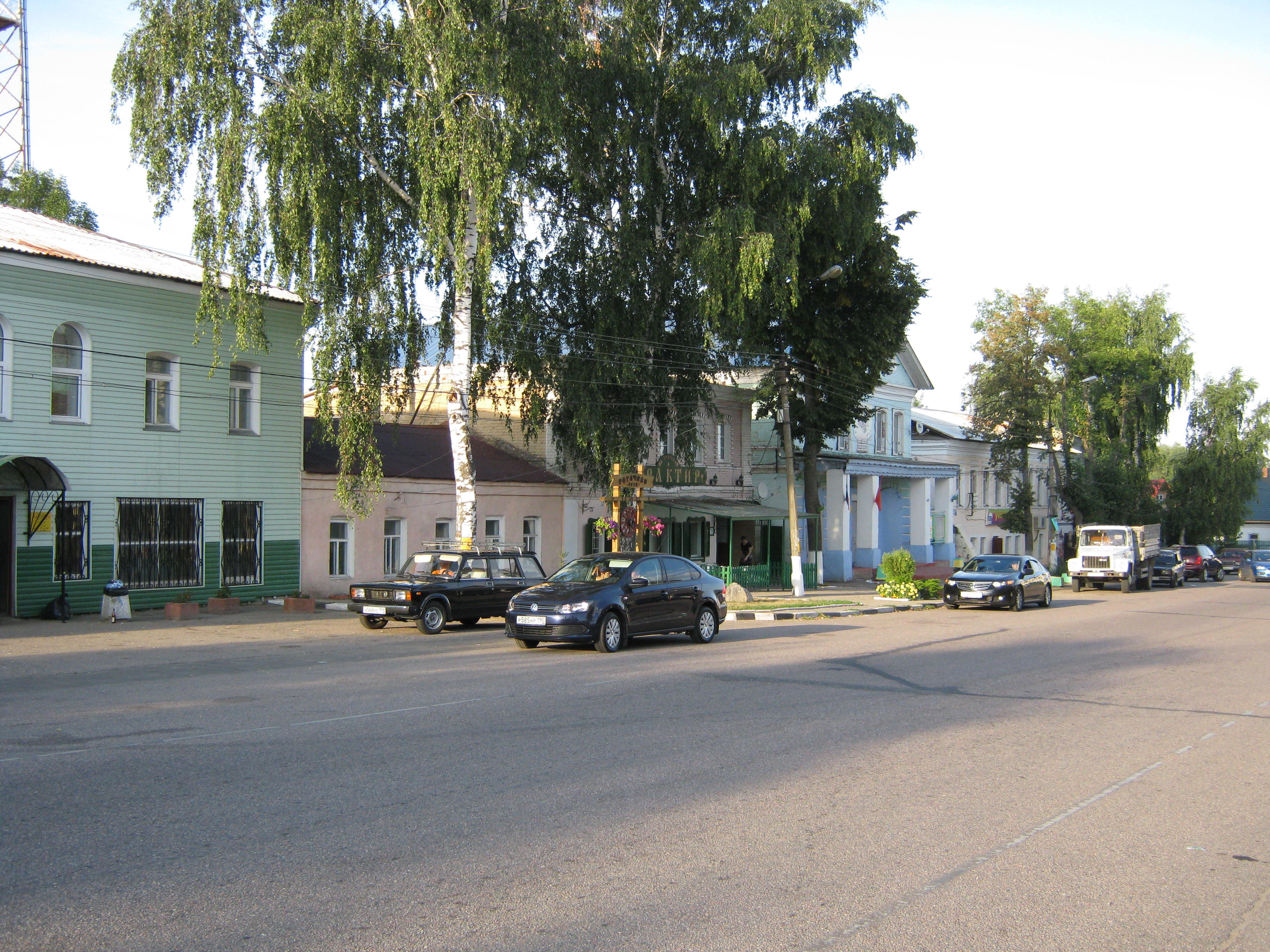
Дома на площади Осипова
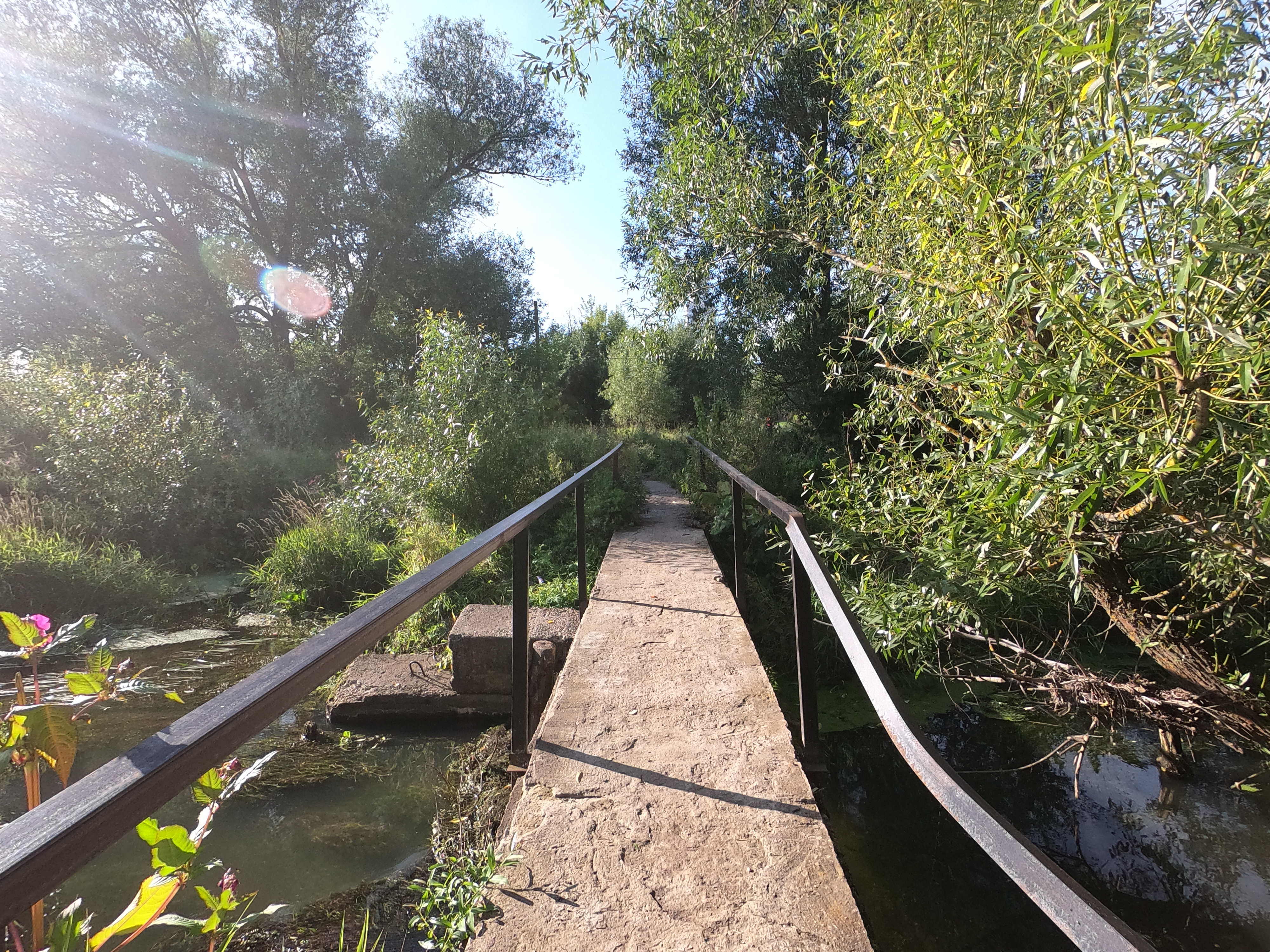
Мостик через речку Лбовка
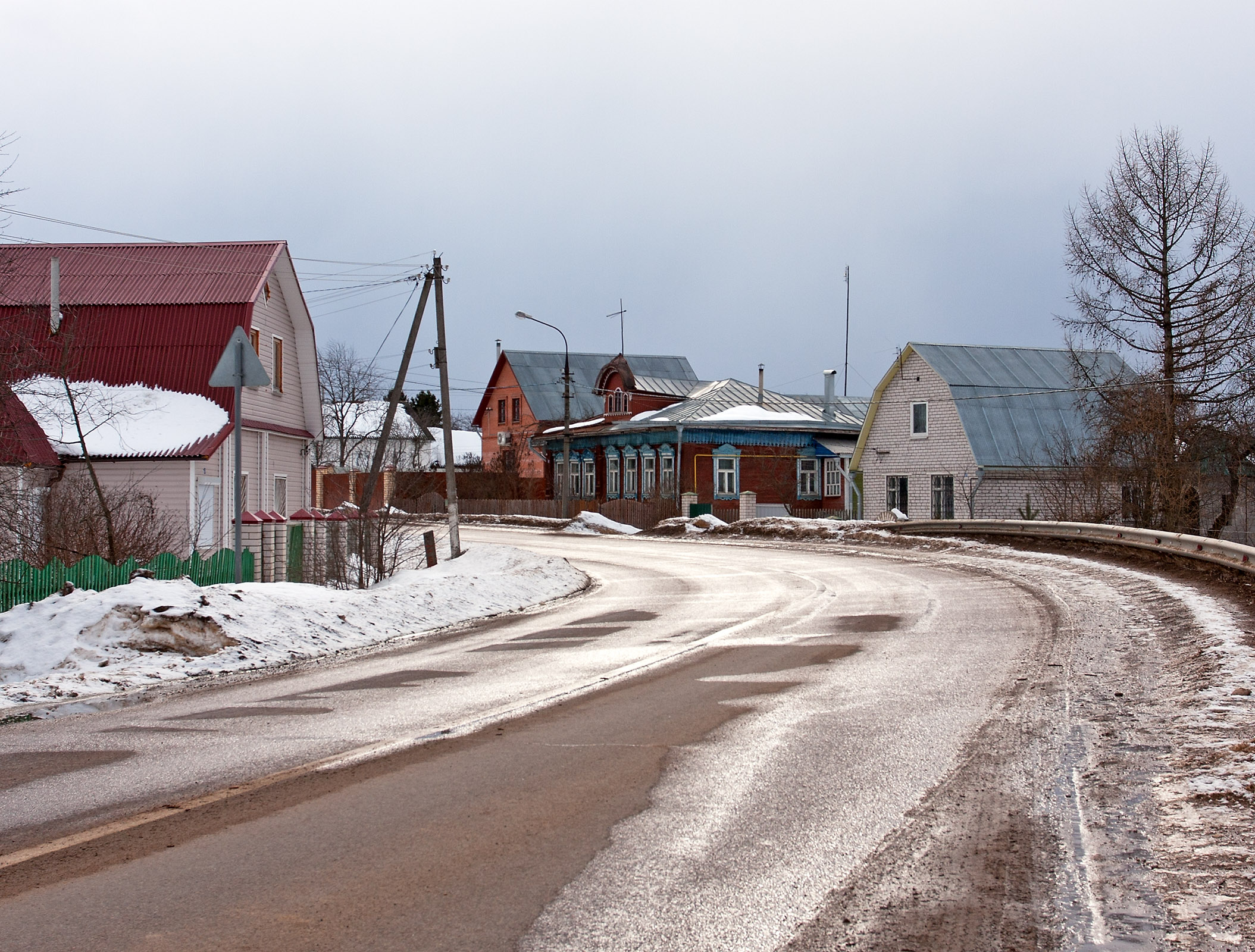
Московская улица

## Известные уроженцы
- Гузенко, Игорь Сергеевич (1919—1982) — шифровальщик советского посольства в Канаде, перешедший на Запад в 1945 году. Принёс с собой 109 документов, которые говорили о гигантской шпионской сети СССР для кражи важнейших атомных секретов. Прославился как человек, который начал холодную войну.
- Лямин, Николай Иванович  (1896—1961) —  советский военачальник, генерал-лейтенант.
- Репин Иван Иванович (1909—1953) — полный кавалер Ордена Славы, участник Великой Отечественной войны, командир пулемётного расчёта 117-го гвардейского стрелкового полка 39-й гвардейской стрелковой дивизии, гвардии старшина.